# Aleksej Červonenkis
Aleksej Jakovlevič Červonenkis, trasl. angl.: Alexey Yakovlevich Chervonenkis (in russo Алексей Яковлевич Червоненкис?; 7 settembre 1938 – 22 settembre 2014), è stato un matematico e statistico sovietico, dal 1990 russo.

## Biografia
Insieme a Vladimir Vapnik, è stato fra gli sviluppatori della teoria di Vapnik-Chervonenkis, nota anche come "teoria fondamentale dell'apprendimento", una parte importante della teoria dell'apprendimento computazionale. Chervonenkis ha ricoperto incarichi presso l'Accademia russa delle scienze e la Royal Holloway, Università di Londra
Alexey Chervonenkis è scomparso nel Parco Nazionale Losiny Ostrov il 22 settembre 2014 e il suo cadavere è stato ritrovato a Mytishchi, un sobborgo di Mosca.  La causa della morte è stata l'ipotermia. 